# San Fedele Intelvi
San Fedele Intelvi (San Fedee in dialetto comasco, AFI: /ˌsaŋ feˈdeː/) è un municipio di 1 832 abitanti del comune italiano di Centro Valle Intelvi, in provincia di Como in Lombardia.
San Fedele Intelvi è il centro principale della Val d'Intelvi e fino al 31 dicembre 2017 ha costituito un comune autonomo, prima della creazione del comune attuale insieme a Casasco d'Intelvi e Castiglione d'Intelvi.
Nel suo territorio è compresa la cima del Monte Generoso che condivide col comune svizzero di Val Mara.

## Geografia fisica
San Fedele si trova alle pendici del monte Luria, su una sella compresa tra le vallate del Telo di Argegno e del Telo di Osteno.

## Storia
Il ritrovamento di un'antica tomba attesta come il territorio attuale di San Fedele fosse abitato già prima dell'avvento dei romani.

Gli annessi agli Statuti di Como del 1335 elencano il “comune conscilii Sancti Fidelis vallis Intellevi” tra le comunità facenti parte della pieve d’Intelvi, alla quale San Fedele appartenne fin'oltre la metà del XVIII secolo.

Territorio dell'ex comune di San Fedele Intelvi nella provincia di Como

Sotto al Ducato di Milano, il comune seguì le vicende del feudo della Valle Intelvi, infeudato dai Rusca tra il 1451 e il 1570, dai Marliani dal 1583 al 1713 e dai Riva Andreotti fino alla fine del XVIII secolo.
Nel 1751 San Fedele comprendeva anche i cassinaggi di “Cassina Comia”, “Cassina Prada”, “Cassina Piazzo”, Selvetta, “Cassina Brembana”, Borsallo, Molino, “Cassina Pianca” e “Cassina De Bon”.
Un decreto di riorganizzazione amministrativa del Regno d'Italia napoleonico datato 1807 sancì l'annessione dei comuni di Laino e Pellio Inferiore e Superiore a quello di San Fedele. L'annessione fu tuttavia abrogata con la Restaurazione.
Dal 1940 il comune cambiò la denominazione in "San Fedele Intelvi".
Dal 1º gennaio 2018 San Fedele Intelvi fa parte del comune di Centro Valle Intelvi.

Vecchio stemma comunale

### Simboli
Lo stemma e il gonfalone del comune di San Fedele Intelvi erano stati concessi con decreto del presidente della Repubblica dell'8 novembre 1957.
Il gonfalone era un drappo partito di azzurro e di rosso.

## Monumenti e luoghi d'interesse

### Architetture religiose

#### Chiesa di Sant'Antonio
A San Fedele Inferiore si trova la chiesa di Sant'Antonio, di origine romanica (XII secolo) ma profondamente ristrutturata nel corso dei secoli. La chiesa si rese indipendente dalla plebana di Montronio in Castiglione nel 1677.
Gli elementi romanici della chiesa consistono nella facciata a capanna (realizzata dalla scuola di Benedetto Antelami attorno alla metà del 1100 in conci di pietra a vista), nel portale d'ingresso e nel campanile a pianta quadrata, quest'ultimo tuttavia modificato nel Seicento assieme al resto dell'edificio. All'interno della chiesa, spiccano gli stucchi e affreschi Seicenteschi di Diego Francesco Carloni e un affresco Cinquecentesco di una Madonna col Bambino e i Santi.

#### Altre architetture religiose
- Chiesa di San Rocco (XIX secolo), preceduta da un protiro con quattro colonne in serizzo e posta nel mezza di un giardino sopraelevato situato fuori dall'abitato[18]. All'interno, una Crocifissione del XVI secolo[5] e volte affrescate da Torildo Conconi[18].
- Chiesa del Sacro Cuore (XX secolo), nella frazione di Erbonne[19].
- Chiesa di Santa Liberata (XVIII secolo), edificio a singola navata con facciata a capanna e, internamente, una cantoria in legno che sormonta l'ingresso[20]. Internamente: affreschi di Gaetano Corti,[5] un paliotto in scagliola,[5] un tabernacolo intarsiato[5] e arredi del Settecento[14].
- Chiesa valdese, realizzata nel 1876 dal sanfedelino Pietro Andretti, primo pastore[5].

### Altro
- Parco delle Rimembranze, che ospita una scultura in ricordo di Andrea Brenta.[21]

## Società

### Evoluzione demografica
Demografia pre-unitaria
- 1751: 443 abitanti[6]
- 1771: 404 abitanti[22]
- 1799: 497 abitanti[7]
- 1809: 1 245 abitanti (dopo l'annessione di Laino e Pellio)[7]
- 1853: 626 abitanti[23]

Demografia post-unitaria

Abitanti censiti